# Elasmopus sivaprakasami
Elasmopus sivaprakasami is een vlokreeftensoort uit de familie van de Maeridae. De wetenschappelijke naam van de soort werd voor het eerst geldig gepubliceerd in 2018 door Myers, Trivedi en Vachhrajani.